# Yoshiki Tonogai
Œuvres principales
Première œuvre : Himatsubushi-hen
Autres ouvrages :
- Doubt
- Judge
- Secret
- Dead Company

Yoshiki Tonogai (外海良基, Tonogai Yoshiki), né le 14 mars 1950 dans la préfecture de Shiga, est un mangaka japonais. Il est principalement connu comme l'illustrateur de Himatsubushi-hen, l'adaptation en manga de Higurashi no naku koro ni. Il a par la suite écrit Doubt, Judge, Secret et Dead Company, quatre thrillers psychologiques.
En 2005, lors du 5e Square Enix Manga Award (ja) sponsorisé par Square Enix, il a reçu le « Prix spécial » pour Oni Gumi. 
Il a également été l'assistant de Atsushi Ōkubo, l'auteur de Soul Eater.

## Œuvres
- 2006 : Himatsubushi-hen
- 2007 - 2009 : Doubt - quatre tomes
- 2010 - 2012 : Judge - six tomes
- 2013 - 2015 : Secret - trois tomes
- 2019 - 2020 : Dead Company - trois tomes